# Manophylax butleri
Manophylax butleri là một loài Trichoptera trong họ Apataniidae. Chúng phân bố ở miền Tân bắc.